# 聴診三角
聴診三角（ちょうしんさんかく、英語: Triangle of auscultation）は、背部において比較的筋の厚みが薄くなっている三角形の部分である。
肩甲骨内側縁に沿うように位置し、肺付近の聴診に役立てることができる。

## 境界
聴診三角は以下の境界により構成される。
- 内側では僧帽筋下部により区切られる。
- 下方では広背筋により区切られる。
- 外側では肩甲骨の内側縁により区切られる。

聴診三角部分の浅層は大菱形筋、前鋸筋、脊柱起立筋の浅層からなる。筋の深層になると第6・第7肋骨やその間隙にある外肋間筋・内肋間筋が存在している。

## 臨床的な意義
聴診三角は肺の聴診や胸部における処置を行う際に用いられることがある。聴診三角では他の背部の部分よりも筋が薄くなっているため、後胸壁と皮膚との感覚が比較的近く、聴診器による呼吸音がより明瞭に聞こえやすくなる。X線が発見される以前は、この三角の深部に胃の噴門があるとされ、食道癌などによる食道狭窄の際、水を嚥下させて、聴診三角で嚥下の際の液体の音の聴診が行われていた。聴診のしやすい第6肋間隙(第6・第7肋骨の間の隙間)の部分を広げるためには、胸の前で腕を組み、肩甲骨を外側に回旋させ、胎位のように体幹を前方へ屈曲させると良い。
また、聴診三角は胸部の外科手術を行う際にも内部への進入路として用いられることがある。そのほかにも、肋骨骨折や開胸後の痛みを和らげるために、 「菱形肋間神経ブロック」(rhomboid intercostal block) という神経ブロック法の目印に使われる。この神経ブロック法では肋間筋よりも表層、菱形筋よりも深層をめがけて麻酔注射が行われる。